# Klebert Drenthe
Klebert Drenthe  (Paramaribo, 10 oktober 1983) is een Surinaamse musicus, ondernemer en bestuurder. Hij was oprichter en bandleider van The New System Brassband (2000-2011) en ontving hiervoor een Su Music Award in de categorie Lifetime Achievement. In 2019 was hij nationaal voorzitter voor de Junior Chamber International.

## Biografie
Toen Klebert Drenthe acht jaar oud was, werd hij door de zoon van de Surinaamse zanger Jules Fullington, Patrick, gevraagd om zich aan te sluiten bij het Tamboer Korps Suriname. Dit was zijn eerste aanraking met het maken van muziek. Op de saxofoon na leerde hij uiteindelijk alle instrumenten bespelen. In de jaren erna speelde hij voor meerdere drumbands en trad hij ook op met de majorettegroep van De Schakel.
In 2000, hij was toen zestien jaar oud, richtte hij The New System Brassband op. De band stond bekend om de kaboela, een muziek- en dansstijl die is afgeleid van de kaseko. Giovanni Ravenberg, de latere directeur van MUSIQ1 en TrackDrip, klom bij zijn band op als muziekregisseur (director). De band speelde met artiesten als Cyriel en Damaru en behaalde in 2011 de eerste plaats tijdens de Avondvierdaagse. Kort hierna hief hij de band op. Een van zijn drummers, Luciano Becker, zette een half jaar later met zijn muziekinstrumenten de traditie voort, door de oprichting van de OG Brassband. In september 2019 kreeg Drenthe een Su Music Award in de categorie Lifetime Achievement voor zijn bijdrage aan de Surinaamse muziekwereld.
Voor 2011 was hij voor de Caricom Youth Officer en medio jaren 2010 deed hij een vergeefse kandidering als jeugdambassadeur bij deze organisatie. In 2015 zetten Drenthe en Derryl Boetoe zich met succes in bij de rapgroep Hakuna Matata Gang (HMG) om afstand te doen van het lied Bullet. Het anti-LGBT-lied veroorzaakte zowel in Suriname als in Nederland een rel.
Ondertussen is hij sinds in 2014 daarnaast directeur-ondernemer van een media- en pr-bedrijf. In 2016 werd hij afdelingsvoorzitter van Nilom van de Junior Chamber International (JCI) en in 2019 nationaal voorzitter van deze organisatie.
Drenthe sloot zich begin 2019 aan bij de Nationale Partij Suriname (NPS). In september van dat jaar werd hij gekozen tot voorzitter van de onderafdeling Ankra in de wijk Flora. Er was een plaats onderaan de verkiezingslijst van 2020 voorzien. Om een antecedentenonderzoek te voorkomen stapte hij onvoorzien, en nog voor de vaststelling van de verkiezingslijst, over naar de Nationale Democratische Partij (NDP). Bij de NDP kreeg hij vergelijkbare lijstnotering.